# София Джамджиева
София-Хени Джамджиева е българска актриса и телевизионна водеща, която е известна с участията си в риалити предаванията „Пееш или лъжеш“ и в петия сезон на „Като две капки вода“, както и с озвучаването на филми и сериали. Деца 2

## Биография
Родена е на 17 септември 1991 г. в град София. Тя е дъщеря на актьорите Албена Чакърова и покойния Емил Джамджиев, и внучка на Цветана Янакиева, режисьор в БНТ.
През 2009 г. е приета в НАТФИЗ „Кръстю Сарафов“ със специалност „Актьорско майсторство за драматичен театър“ в класа на проф. Ивайло Христов, но на втората година прекъсва обучението си и по-късно се записва на курс по драматургия във филмова къща „Бояна“.
Джамджиева има един син.

## Актьорска кариера
Първоначално работи като асистент на холивудски продукции, снимани в България, където работи с Гейбриъл Бърн, Патриша Аркет, Колин Фарел и други световноизвестни актъори.[източник? (Поискан преди 40 дни)]
През януари 2014 г. играе в постановката „Фатализмът“ на Заро Кнезовски, където се превъплъщава в ролята на Флорвил, в театър „Грифон“.
През ноември 2016 г. участва в риалити предаването „Пееш или лъжеш“.
През февруари 2017 г. участва в петия сезон на „Като две капки вода“, където прави имитации на Катрин Зита-Джоунс, Кайли Миноуг, Кейти Пери, Бритни Спиърс, Есма Реджепова, Деси Добрева, Кулио, Йорданка Христова, Мийт Лоуф и други.
Между 2020 г. и 2021 г. е водеща на предаването „Зона за поздрави“ по Фен ТВ.
През 2022 г. играе в представлението „Гласове под наем“ на режисьора Христо Ботев, където си партнира с Гергана Стоянова, Виктор Танев и Симеон Владов. Тя замества актрисата Симона Трайкова.

## Кариера в дублажа
Джамджиева се занимава с озвучаване на филми и сериали от 2009 г. Нейната първа работа е върху пети сезон на „Големите шпионки“.
Участва в дублажи на БНТ, „Доли Медия Студио“, „Александра Аудио“, „Медиа Линк“, студио VMS, „Саунд Сити Студио“ и други.